# Móstoles
Móstoles je druhé nejlidnatější město patřící do Madridského společenství. Nachází se 18 km jihozápadně od centra Madridu. Móstoles bylo dlouho jen malá vesnice, ale během 20. století se město rychle rozrostlo.
Do jisté míry je město rezidenční oblastí na předměstí Madridu, ale nachází se zde také několik průmyslových zón (polígonos). Ve městě se také nachází hlavní kampus University Rey Juan Carlos.

## Oblast a obyvatelstvo
Móstoles má přibližně 214 tisíc obyvatel, nachází se v Madridském společenství, v blízkosti města Madrid. Po samotném Madridu, je to město s nejvíce obyvateli v Madridském společenství. Ve městě se narodil Iker Casillas.

## Historie
Móstoles se stalo slavným 2. května 1808, když jeden z jeho dvou starostů, Andrés Torrejón, vyhlásil válku Francii, přestože bylo Móstoles jen malou vesnicí. Stalo se tak poté, co ve stejný den v Madridu proběhlo Povstání 2. května, které odstartovalo Španělskou válku za nezávislost. Památník starostovi (1908), který se nachází na náměstí Pradillo, byl postaven na památku 100. výročí historických událostí. Po hrdince povstání Manuele Malasañe je v Móstoles pojmenována stanice metra a střední škola.

## Pamětihodnosti

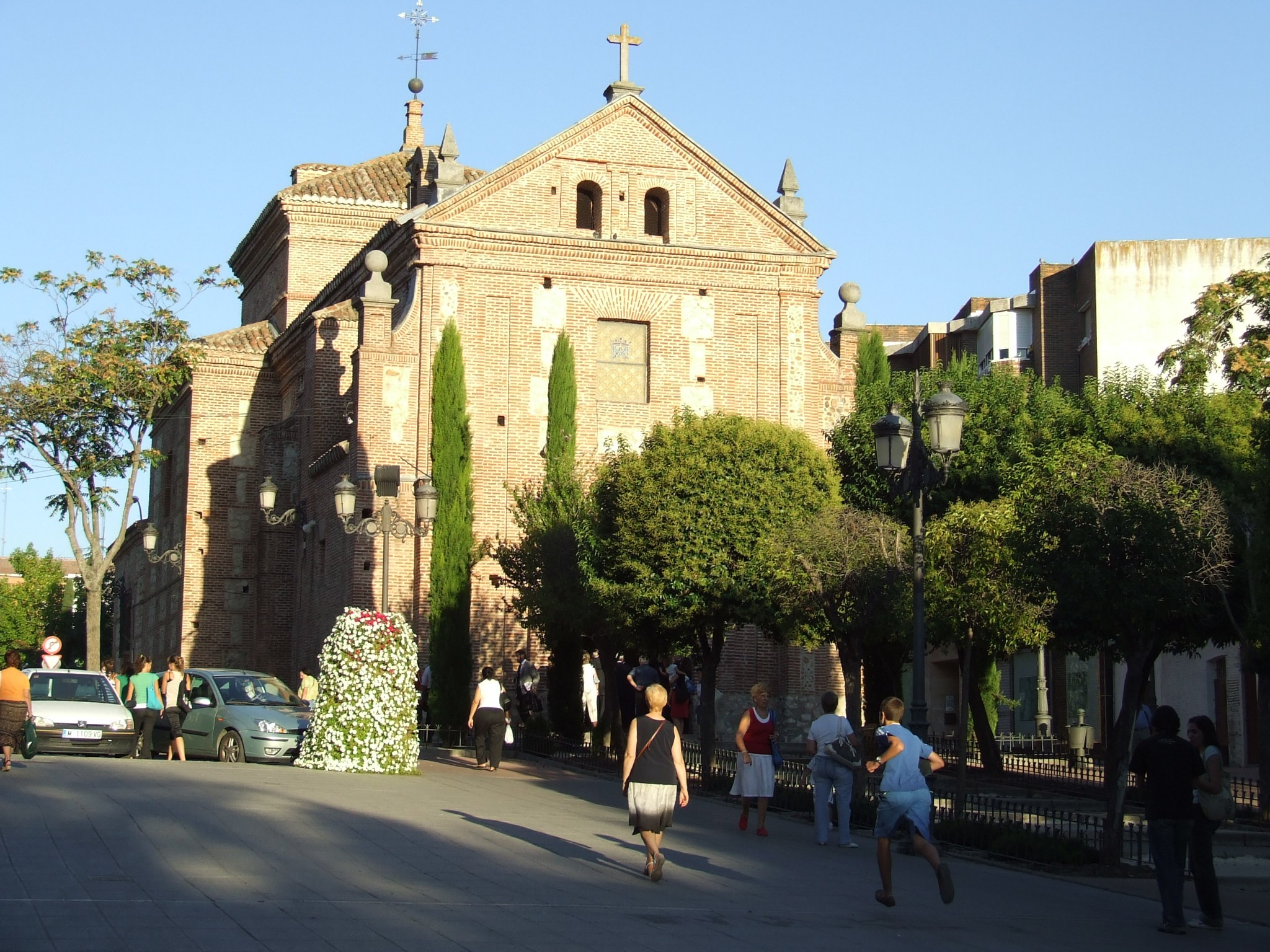
Poustevna

Dvě z nejvýznamnějších památek v Móstoles jsou kostely – středověký kostel La Asunción má mudejarské rysy. Na věži kostela jsou uhnízděni čápi bílí. Barokní poustevna La Virgen de los Santos je doložena v 17. století. Kromě toho se zde nachází památník, který byl postaven u příležitosti stého výročí povstání.

## Doprava
Město je obsluhováno linkou 12 madridského metra (Metrosur), která zastavuje v Móstoles ve stanicích Universidad Rey Juan Carlos, Móstoles Central, Pradillo, Hospital de Móstoles a Manuela Malasaña. Ve stanici Móstoles Central zastavují také příměstské vlaky Cercanías.
Městem prochází dálnice A5 spojující Madrid s Extremadurou a portugalským Lisabonem a dálniční okruh M50.